# هجوم صواريخ سكود في حرب أكتوبر
يُعد هجوم صواريخ سكود في 22 أكتوبر 1973، الذي وقع في خضم حرب أكتوبر، أول استخدام عملي لصواريخ سكود في العالم. عندما أطلقت مصر ثلاثة صواريخ سكود على أهداف إسرائيلية. استهدف أحد الصواريخ مطار العريش بينما استهدف الصاروخان الآخران رأس الجسر الإسرائيلي على الضفة الغربية لقناة السويس، بالقرب من الدفرسوار.

## خلفية تاريخية
كان أحد الدروس التي تعلمتها مصر في أعقاب حرب 67 هو الحاجة إلى سلاح قادر على الضرب بعمق داخل إسرائيل. وكان على هذا السلاح إعاقة أي مناورات هجومية إسرائيلية وأن يكون عامل ردع. ونتيجة لهذه الحاجة، سلحت مصر نفسها بثلاثة أنواع من الأسلحة:
- قاذفات ثقيلة يمكنها ضرب عمق إسرائيل.
- صواريخ جوالة قادرة على التغلب على أنظمة الدفاع الصاروخي الإسرائيلية.
- صواريخ سطح-سطح بعيدة المدى قادرة على الضرب بعمق داخل إسرائيل وتنطلق من أعماق مصر، وتحميها شبكات الدفاع الجوي المصرية.

خشي السوفيت من تجهيز مصر بقدرات الضربات العميقة، مما قد يتسبب في توترات بين مصر والاتحاد السوفيتي. لكنهم وافقوا في النهاية على تزويد مصر بصواريخ كيه إس آر-2 سطح-سطح، قاذفات توبوليف تو-16 (بدلاً من توبوليف تو-22، النسخة الأحدث التي طلبتها مصر) وفرقة صواريخ سكود سطح-سطح. كان الموساد على علم بتسليم صواريخ سكود منذ يونيو 1973، وذلك قبل وصولها إلى مصر في 24 أغسطس. كما درب السوفيت الجنود المصريين على تشغيل أنظمتها.
تضمنت فرقة سكود 10 منصات إطلاق، وقدرت الاستخبارات العسكرية الإسرائيلية (أمان) أن تدريب القوى العاملة عليها سيستغرق ما لا يقل عن 11-12 شهراً، مما يعني أن مصر لن تكون قادرة على استخدام الصواريخ إلا في الربع الأول من 1974 على أقرب تقدير. ومع ذلك، من الممكن أن يكون المصريون قد قاموا بتشغيل صواريخ سكود بمفردهم بحلول أكتوبر 1973. بالإضافة إلى ذلك، علمت أمان أن فرقة سكود ستكون في الخدمة الفعلية من بداية أكتوبر 1973. أشارت لجنة أغرانات لاحقاً إلى صواريخ سكود واعتبرتها عاملاً يمكن أن يغير ميزان القوى في ساحة المعركة.
قدرت أمان أن مصر لن تجرؤ على خوض حرب ضد إسرائيل دون تجهيز نفسها أولاً بصواريخ سكود، والتي يمكن أن تكون تهديدًا مضادًا لقدرات سلاح الجو الإسرائيلي (كانت أمان لا تزال مقتنعة أن مصر لن تكون قادرة على تشغيل صواريخ سكود قبل بداية عام 1974).

## الهجوم
تلقت الاستخبارات الإسرائيلية معلومات أفادت أنه بين 12 أكتوبر و13 أكتوبر قامت فرق سوفيتية بعمليات استطلاع في منطقة بورسعيد والإسماعيلية ودمياط بحثاً عن مواقع تصلح لإطلاق صواريخ سكود. كان التقدير الاستخباراتي أن صواريخ سكود يمكن أن تضرب عمق إسرائيل، حتى نتانيا، ومن بعض مناطق الإطلاق، قد تتمكن صواريخ سكود من ضرب حيفا. ورداً على التقديرات الاستخباراتية، شنت إسرائيل طلعات جوية في المنطقة وطلبت من السفير الإسرائيلي لدى الولايات المتحدة، سيمتشا دينيتز [الإنجليزية]، إبلاغ وزير الخارجية الأمريكية، هنري كيسنجر، بشأن المهام السوفيتية، لمناقشة الأمر مع نظيره السوفيتي.
عبر الجيش الإسرائيلي إلى الجانب الغربي من قناة السويس في ليلة 15/14 أكتوبر، وبدأ في تشكيل رأس جسر استعداداً لهجوم عميق داخل مصر. في اليوم التالي، هدد الرئيس المصري أنور السادات بأنه سيرد بصواريخ سطح-سطح رداً على الهجمات في عمق مصر. ونتيجة لذلك، قرر وزير الدفاع الإسرائيلي موشيه ديان عدم مهاجمة أهداف اقتصادية في مصر في اليوم التالي، في تناقض مباشر مع رأيه في هذا الموضوع في الأيام السابقة.
في 20 أكتوبر، بحث موشيه ديان ورئيس الأركان الإسرائيلي ديفيد إليعازار مسألة احتلال بورسعيد وبور فؤاد. خلال المناقشة، طُرح مسألة إطلاق صواريخ سكود كرد مصري. بالإضافة إلى ذلك، قصفت إسرائيل أيضاً بطاريات الصواريخ المصرية في بورسعيد عدة مرات. يزعم المصريون أن إسرائيل هاجمتها بكثافة بسبب خوفها من تمركز صواريخ سكود هناك، وحقيقة أن صواريخ سكود المتمركزة في بورسعيد يمكنها أن تهدد جميع مدن إسرائيل الكبرى.
نقل المصريون في 21 أكتوبر إحدى بطاريات صواريخ سكود كانت تتمركز سابقاً في المنطقة الشرقية من دلتا النيل (حيث كانت تل أبيب في نطاق مرماها)، إلى موقع شرقي على مسافة ليست ببعيدة عن القناة.
وافق مجلس الأمن الدولي على القرار رقم 338 في 22 أكتوبر. والذي طالب بوقف إطلاق النار عند الساعة 19:00.
وفقاً لفيكتور أيسراليان، وهو ضابط رفيع المستوى في وزارة الخارجية السوفيتية [الإنجليزية]، كانت فرقة سكود تحت السيطرة السوفيتية ويديرها جنود سوفيت بالكامل. شعرت القيادة المصرية والمستشارون السوفييت بخيبة أمل لأن الحرب كانت على وشك الانتهاء دون استخدامهم لأكثر الأسلحة تطوراً التي قدمها السوفيت لمصر. نتيجة لذلك، في الساعات التي سبقت دخول وقف إطلاق النار حيز التنفيذ، اتصل السفير السوفيتي في مصر بوزير الخارجية السوفيتي وطلب الإذن منه بشن ضربات صاروخية ضد إسرائيل. ولما لم يتمكن من الوصول إليه، خاطب وزير الدفاع السوفيتي الذي وافق على الهجوم. وفي الدقائق القليلة المتبقية قبل سريان وقف إطلاق النار، تمكنت الفرق السوفيتية من إطلاق ثلاثة صواريخ دون علم أو موافقة مصرية. كل من صواريخ سكود الثلاثة كانت تحمل طنين من المتفجرات. وانفجر أحد الصواريخ قرب مطار العريش الذي تتلقى إسرائيل منه مساعداتها من الولايات المتحدة. بينما أُطلق الصاروخان الآخران على رأس الجسر الإسرائيلي في الدفرسوار، حيث سقط أحدهما على الجانب الغربي من قناة السويس، وانفجر الآخر على الجانب الشرقي، مما أسفر عن مقتل سبعة جنود من الكتيبة 410 من اللواء 600 مدرع. خلف الانفجار حفرة بقطر 15 م وبعمق 4 م. فيما بعد، ادعى السادات في كتابه «البحث عن الذات» أنه أمر القوات المصرية بإطلاق صاروخي سكود على رأس الجسر الإسرائيلي في الدفرسوار: «أردت أن تفهم إسرائيل أن هذا السلاح موجود عندنا ويمكن أن نستعمله في المرحلة المقبلة». نُشرت بعض التفاصيل الإضافية عن الهجوم باللغة الروسية في صحيفة فريميا نوفوستي [الإنجليزية] في الذكرى الثلاثين لإطلاق صواريخ سكود في 22 أكتوبر 1973.
فيما يذكر الشاذلي أن تشكيل لواء صواريخ سكود فئة (R-17 E) جرى في أسبوعين وانتهي تدريب أطقمه المصرية تحت إشراف سوفيتي في أقل من ثلاثة أشهر منذ بداية أغسطس حتى 22 أكتوبر. ليطلق أفراده ثلاثة صواريخ على منطقة الدفرسوار، قبل سريان قرار وقف اطلاق النار، احتفالاً بانتهاء تشكيل اللواء. وقد هاجم الشاذلي الرئيس أنور السادات لإدعائه أن الصواريخ المستخدمة في الهجوم كانت من طراز القاهر المصرية الصنع.

## النتائج
تجنبت إسرائيل مهاجمة أهداف إستراتيجية في عمق مصر طوال الحرب بأكملها، نتيجة معرفتها السابقة بقدرة صواريخ سكود المصرية على ضرب عمق إسرائيل. وقد أثار هذا خوف مدير الاستخبارات العسكرية إيلي زعيرا خلال تقييم للوضع مع رئيس الأركان في 9 أكتوبر. وقد لوحظ هذا التجنب أكثر بالمقارنة مع الضربات الإسرائيلية المؤثرة التي وقعت خلال حرب الاستنزاف 1967-1970. وقتها، تسببت هذه الضربات في إلحاق أضرار جسيمة بالجيش المصري وأجبرته على الدفاع عن الجبهة المصرية، مما أضعف قدراته الهجومية. أما على الجبهة السورية، ومع ذلك، هاجمت إسرائيل عمق سوريا، وألحقت الضرر بالجهود الحربية السورية، بل وعطلت الحياة الطبيعية في البلاد وهاجمت محطات الطاقة المهمة وإمدادات الوقود والجسور والطرق الرئيسية.

## وصلات خارجية
- نعوم أوفير، الظل الطويل لصواريخ سكود، موقع سلاح الجو الإسرائيلي، أكتوبر 2006 باللغة العبرية
- وصف للهجوم على موقع اللواء 600 باللغة العبرية